# Kerfourn
Kerfourn (en bretó Kerforn) és un municipi francès, situat a la regió de Bretanya, al departament d'Ar Mor-Bihan. L'any 2006 tenia 793 habitants.

## Demografia
| 1962                                       | 1968 | 1975 | 1982 | 1990 | 1999 |  |
| ------------------------------------------ | ---- | ---- | ---- | ---- | ---- |  |
| 761                                        | 765  | 713  | 731  | 773  | 724  |  |
| Des de 1962: població sense dobles comptes |      |      |      |      |      |  |

## Administració
| Període   | Identitat       | Partit |
| --------- | --------------- | ------ |
| 2001-2008 | Henri Blanchard |        |
| 2008-     | Joël Marivain   |        |

## Personatges il·lustres
- Jean-Marie Cadic, sacerdot i poeta en bretó.